# Boiruna
Boiruna är ett släkte av ormar. Boiruna ingår i familjen snokar.
Arter enligt Catalogue of Life:
- Boiruna maculata
- Boiruna sertaneja

Arterna förekommer i Sydamerika från norra Brasilien till Argentina. De kan lätt förväxlas med större arter från släktet Clelia. Kännetecknande för arterna är att kroppsfärgen på undersidan ändrar sig under individens liv. Ungar har främst en orange till rödaktig färg på undersidan och full utvecklade exemplar är mer svart- eller mörkgrå. För Boiruna maculata varierar kroppslängden inklusive svans mellan 35 och 180 cm.
Dessa ormar lever främst i skogar, inklusive skogsgläntor. De jagar troligen små ryggradsdjur som groddjur, ödlor och mindre däggdjur. Honor lägger ägg.